# Esparsac
Esparsac é uma comuna francesa na região administrativa de Occitânia, no departamento de Tarn-et-Garonne. Estende-se por uma área de 17,44 km². Em 2010 a comuna tinha 263 habitantes (densidade: 15,1 hab./km²).